# Ralph Darling
Ralph Darling (ur. 1772, zm. 2 kwietnia 1858 w Brighton) – brytyjski żołnierz i administrator kolonialny, w latach 1825–1831 gubernator Nowej Południowej Walii.

## Życiorys

### Kariera wojskowa
W 1793 wstąpił do British Army, czyli brytyjskich wojsk lądowych. W 1796 został adiutantem Ralpha Abercromby. W czasie bitwy pod La Coruną był już dowódcą regimentu. W 1810 został awansowany na pułkownika, w 1813 na pierwszy stopień generalski. W latach 1819–24 dowodził wojskami brytyjskimi na Mauritiusie, w tym w latach 1821–24 wypełniał także obowiązki gubernatora wyspy, łącząc w jednym ręku władzę cywilną i wojskową. 

### Nowa Południowa Walia
Wkrótce po zakończeniu kadencji na Mauritiusie został wysłany do Australii, gdzie objął stanowisko gubernatora Nowej Południowej Walii, stanowiące wówczas zdecydowanie najważniejszy urząd w brytyjskiej administracji tego kontynentu (wówczas opanowanego jedynie w bardzo ograniczonym stopniu). Do jego najważniejszych osiągnięć jako gubernatora należała rozbudowa sieci dróg, do czego wykorzystywał pracę przymusową zesłanych do Australii skazańców, a także przesunięcie zachodniej granicy kolonii o sześć stopni długości geograficznej – ze 135. na 129. południk wschodni. Był pierwszym gubernatorem Nowej Południowej Walii, którego władza nie rozciągała się na Tasmanię, gdzie tuż przed objęciem przez niego rządów powstała odrębna kolonia pod nazwą Ziemia van Diemena.
Darling był oskarżany przez australijską i brytyjską prasę o brutalność i okrucieństwo - na jego rozkaz ciężkim torturom poddano dwóch niepokornych skazańców, z których jeden zmarł, co miało być przestrogą dla innych. Stanowczo zakazał także działalności teatrów, choć dopuszczał koncerty muzyczne.

### Późniejsze życie
W 1831 jego kadencja dobiegła końca, po czym powrócił do Anglii, gdzie jego działalność jako gubernatora stała się przedmiotem śledztwa prowadzonego przez specjalny komitet Izby Gmin. Nie udowodniono mu jednak poważniejszych naruszeń prawa. W 1835 otrzymał dożywotni tytuł szlachecki, jednak nie powierzono mu już żadnego stanowiska państwowego ani wojskowego. Zmarł w 1858 w Brighton, przeżywszy 86 lat. 

### Życie prywatne
Od 1817 żoną Darlinga była Elizabeth, z domu Dumaresq. Miał co najmniej jednego syna i kilka córek. Jego młodszy brat sir Henry Darling również był generałem, a także gubernatorem Tobago. Długą karierą w administracji kolonialnej cieszył się także jego bratanek sir Charles Henry Darling, będący gubernatorem m.in. Nowej Fundlandii, Kolonii Przylądkowej i Wiktorii. 

## Upamiętnienie
Darlinga upamiętnia w Australii szereg nazw geograficznych, przede wszystkim rzeka Darling, trzecia na kontynencie pod względem długości. Jego imię nosi także m.in. Darling Harbour, jedna z części ścisłego centrum Sydney, a także region Darling Downs w stanie Queensland. 